# 縁起
縁起（えんぎ、梵: pratītya-samutpāda, プラティーティヤ・サムトパーダ、巴: paṭicca-samuppāda, パティッチャ・サムッパーダ）とは、他との関係が縁となって生起するということ。全ての現象は、原因や条件が相互に関係しあって成立しているものであって独立自存のものではなく、条件や原因がなくなれば結果も自ずからなくなるということを指す。
仏教の根本的教理・基本的教説の1つであり、釈迦の悟りの内容を表明するものとされる。因縁生、縁起法、縁生、因縁法、此縁性ともいう。種々の縁起説は、〈煩悩（惑）→行為（業）→苦悩（苦）〉を骨格とするが、無明を根本原因とする12の項目からなる縁起説（十二因縁）が次第に定着した。後世には、縁起の観念を分けて、業感縁起や頼耶縁起などの諸説が立てられた。

## 初期仏教
初期仏教および部派仏教までの段階の縁起説は、迷いの世界（有為）のみを説明するものであり、悟りの世界（無為）は縁起の中に含まれなかった。この段階までの縁起説においては、悟りは縁起を超越し縁起の滅した世界であるとされた。

### 釈迦の発見
初期仏教時代の縁起説は、苦しみ悩む有情が主題であったため、老死という苦しみの原因を無明に求める十二支縁起（十二因縁）説が代表的なものであった。
経典によれば、釈迦は縁起について、
と述べた。またこの縁起の法は、
と述べ、縁起はこの世の自然の法則の因縁生起の原理で原因と条件の結果の3つの構造で成立していて、自らはそれを識知しただけであるという。

### 法を見る
象跡喩大経は、縁起を知ることと法を知ることを関連付けている。

世尊（釈迦）は、このように言われている。縁起を見る者は、その法を見る。法を見る者は、縁起を見る、と。

五取蘊（pañcupādānakkhandhā）とは、この縁起したもの（Paṭiccasamuppannā）である。
—パーリ仏典, 中部 28.象跡喩大経, Sri Lanka Tripitaka Project

### 部派仏教
部派仏教の時代になり、部派ごとにそれぞれのアビダルマ（論書）が書かれるようになるに伴い、釈迦が説いたとされる「十二支縁起」に対して、様々な解釈が考えられ、付与されていくようになった。それらは概ね、衆生（有情、生物）の業（カルマ）を因とする「惑縁（煩悩）・業因→苦果」すなわち惑業苦（わくごうく）の因果関係と絡めて説かれるので、総じて業感縁起（ごうかんえんぎ）と呼ばれる。
部派仏教の時代には、客観世界や客観的現象まで説明しうる縁起説として説一切有部の〈六因・四縁・五果〉や、南方上座部の二十四縁も説かれた。

#### 説一切有部
説一切有部では、十二支縁起を過去世・現在世・未来世の三世に渡る業の因果関係とみる三世両重の業感縁起説が説かれた。
有力部派であった説一切有部においては、「十二支縁起」に対して、『識身足論』で 「同時的な系列」と見なす解釈と共に「時間的継起関係」と見なす解釈も表れ始め、『発智論』では十二支を「過去・現在・未来」に分割して割り振ることで輪廻のありようを示そうとするといった（後述する「三世両重（の）因果」の原型となる）解釈も示されるようになるなど、徐々に様々な解釈が醸成されていった。そして、『順正理論』では、
- 刹那縁起（せつなえんぎ）--- 刹那（瞬間）に十二支全てが備わる
- 連縛縁起（れんばくえんぎ）--- 十二支が順に連続して、無媒介に因果を成していく
- 分位縁起（ぶんいえんぎ）--- 五蘊のその時々の位相が十二支として表される
- 遠続縁起（えんぞくえんぎ）--- 遠い時間を隔てての因果の成立

といった4種の解釈が示されるようになったが、結局3つ目の分位縁起（ぶんいえんぎ）が他の解釈を駆逐するに至った。
|    |    | 過去因→現在果      | 現在因→未来果 |
| -- | -- | ------------------ | ------------- |
| 因 | 惑 | 無明               | 愛・取        |
| 因 | 業 | 行                 | 有            |
| 果 | 苦 | 識                 | 生            |
| 果 | 苦 | 名色・六処・触・受 | 老死          |

説一切有部では、この分位縁起に立脚しつつ、十二支を過去・現在・未来の3つ（正確には、過去因・現在果・現在因・未来果の4つ）に割り振って対応させ、過去→現在（過去因→現在果）と現在→未来（現在因→未来果）という2つの因果が、過去・現在・未来の3世に渡って対応的に2重（両重）になって存在しているとする、輪廻のありようを説く胎生学的な「三世両重（の）因果」が唱えられた。
なお、この説一切有部の三世両重（の）因果と類似した考え方は、現存する唯一の部派仏教である南伝の上座部仏教、すなわちスリランカ仏教大寺派においても、同様に共有・継承されていることが知られている。

また、説一切有部では、こうした衆生（有情、生物）のありように限定された業感縁起だけではなく、『品類足論』に始まる、「一切有為」（現象（被造物）全般、万物、森羅万象）のありようを表すもの、すなわち「一切有為法」としての縁起の考え方も存在し、一定の力を持っていた。

## 大乗仏教
大乗仏教においても、部派仏教で唱えられた様々な縁起説が批判的に継承されながら、様々な縁起説が成立した。

### 般若経
初期の般若経典は、縁起する諸法の本質は空であるとし、個別の特徴を持たない（無相）とした。それゆえに全ての執着を離れることが強調された。

### 中観派
龍樹（ナーガールジュナ）は、説一切有部が諸法に固有の性質（自性）を認めたうえで縁起や因果を説明することを批判した。龍樹は、諸法は空すなわち無自性であるから縁起し、また縁起するから自性をもたず空であるとした。
龍樹は、『般若経』に影響を受けつつ、『中論』等で、説一切有部などの法有（五位七十五法）説に批判を加える形で、有為法（現象、被造物）も無為法（非被造物、常住実体）もひっくるめた、徹底した相依性（そうえしょう、相互依存性）としての縁起、いわゆる相依性縁起（そうえしょうえんぎ）を説き、中観派、及び大乗仏教全般に多大な影響を与えた。
中村元によれば、中論の主張する縁起は、有部の縁起論とは著しく相違するが、後世中国の華厳宗の法界縁起の思想には非常に類似しているという。法界縁起の説においては、有為法・無為法を通じて一切法が縁起していると説かれるが、その思想の先駆は中論に見いだされるという。

### 唯識瑜伽行派
唯識派では、縁起は識の転変の意味であるとし、阿頼耶識・末那識・六識が相互に因果となって転変することを指すとした阿頼耶識縁起が説かれた。
特に法相宗の基（き）の『成唯識論述記』では、阿頼耶識（あらやしき）からの諸法が縁起する頼耶縁起（らやえんぎ）が説かれる。

### 如来蔵思想
現象世界を、真如（如来蔵）が縁に従って現れたものと見る真如縁起（如来蔵縁起）が如来蔵思想に見られる。

### 華厳宗・華厳経
現象世界をそのまま真如であると見る法界縁起（重々無尽縁起）が、中国の華厳宗において形成された。
華厳宗では縁起を、機縁説起という意味に解する。この「機」は人間・衆生を意味し、「縁起」は人の素質の良し悪しに応じて説を起こすことを意味する。縁起因分という。これは、さとりは、言語や思惟をこえて不可説のものであるが、衆生の機縁に応じるため、この説けないさとりを説き起こすことをさす。
『華厳経』十地品では唯心縁起が説かれる。三界（欲界・色界・無色界）の縁起を一心（唯心）の顕現として唱える説（三界一心、三界唯心）。

### 密教・修験道
それぞれに性質と作用を持つ六大（地・水・火・風・空・識）が、大日如来の本質として実在し、また世間の生物や事物としても実在して、相互に無碍融通しながら万法に偏在しているさまを六大縁起と呼ぶ。空海が法界縁起説をふまえて六大縁起説を大成した。修験道でも六大縁起が説かれる。

## 転用
仏教用語としての用法の他に、下記のような語義がある。『岩波仏教辞典』は、これらの語義は仏教用語としての「縁起」が転用されて生じたとしている。
1. 社寺、仏像、経典などの由来や沿革[3]。寺社縁起、縁起絵巻、縁起状など。
2. 吉凶や幸不幸の、因由や前兆[3][11]。「縁起を担ぐ」、「縁起が良い」、「縁起が悪い」、縁起物、縁起直し、縁起棚など。